# Musik från Skellefteå
Musik från Skellefteå är musik eller musiker som kommer från eller har uppstått i Skellefteå eller dess närhet. Se också kategorin Musik från Skellefteå kommun.

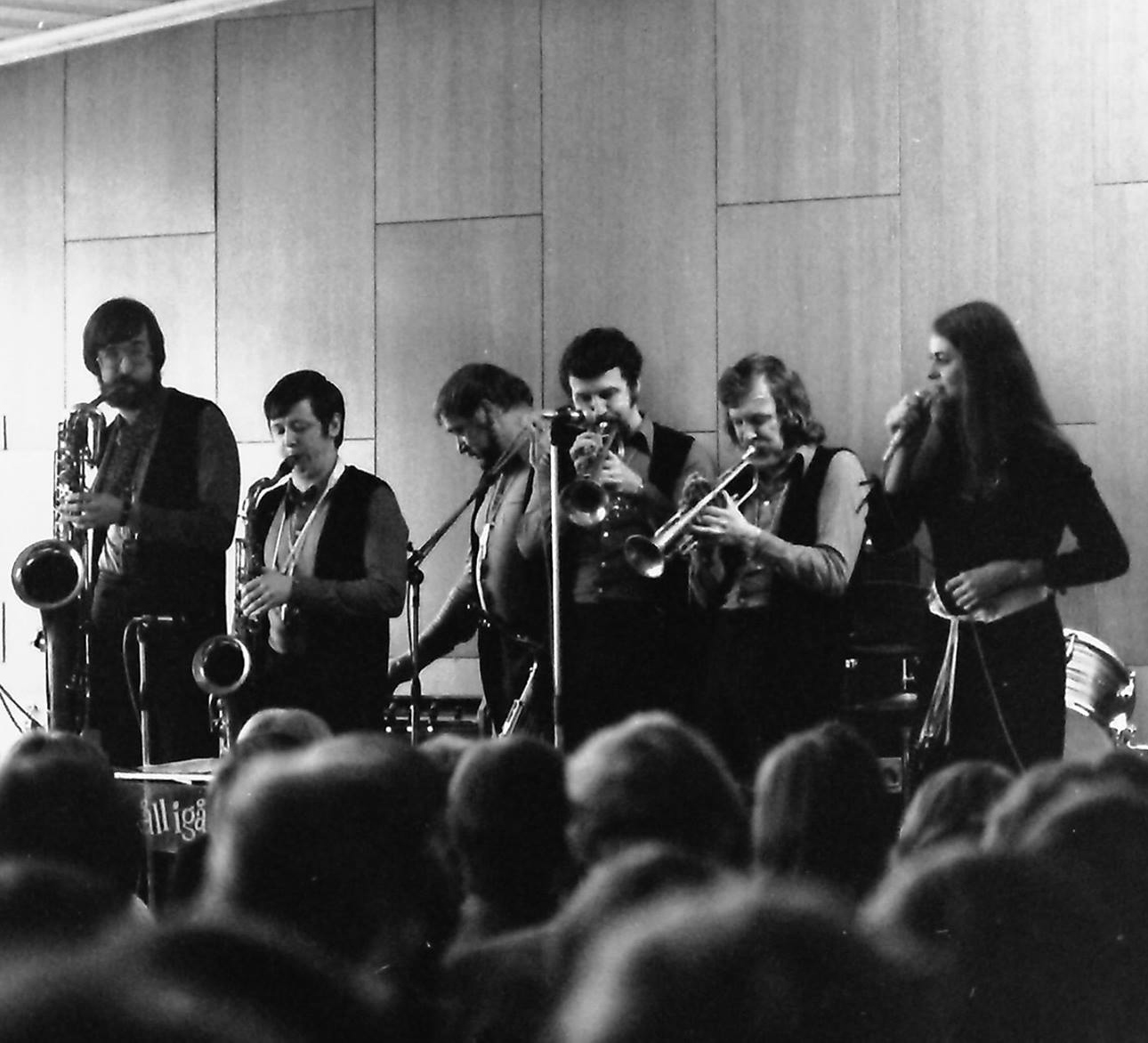
Yngve Forssells orkester i Skellefteå på 1970-talet.

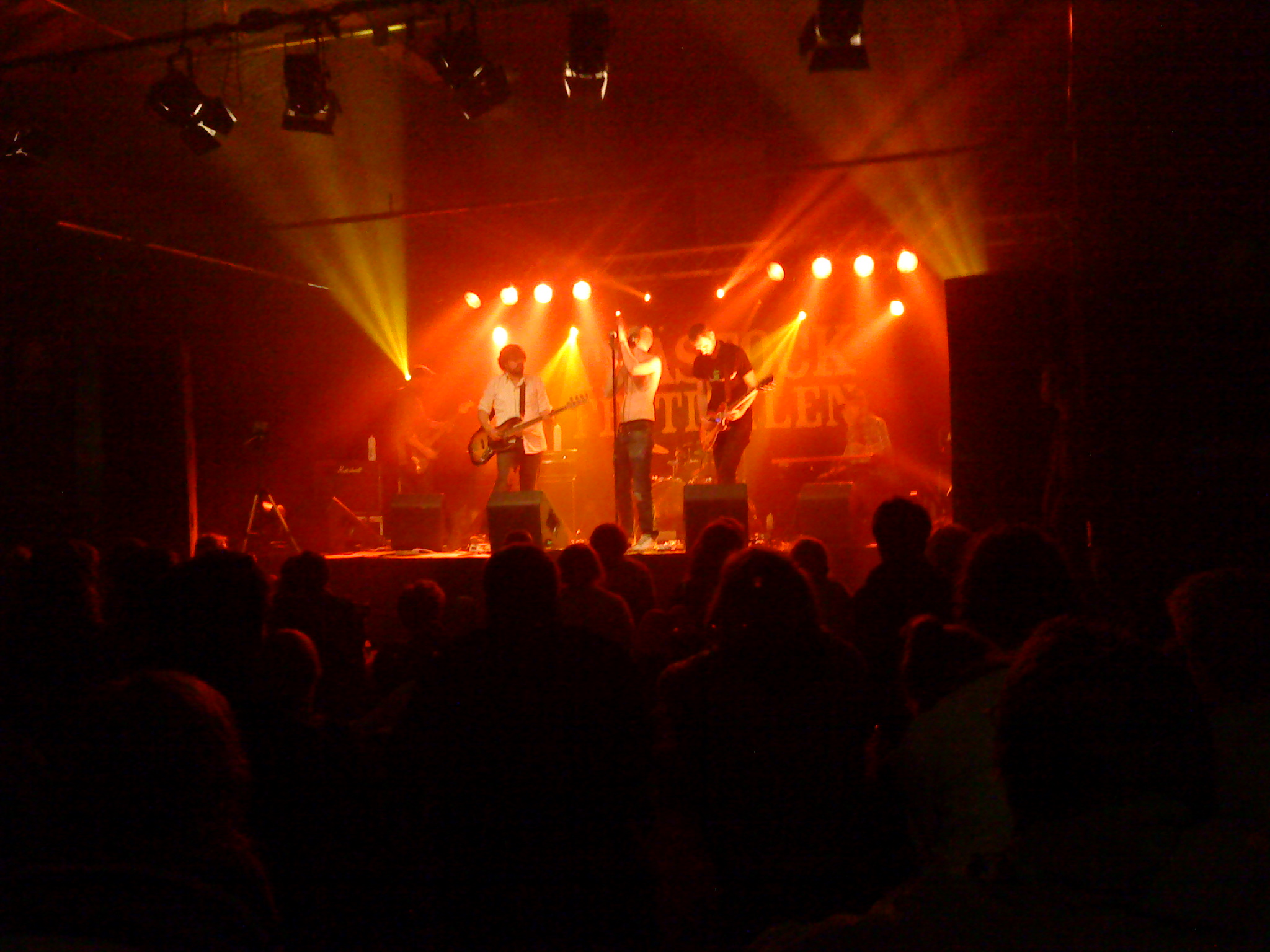
The Spacious Mind på Trästock 2009.

Skellefteå har genom åren haft ett blomstrande musikliv och en samling duktiga musikskapare. Kännetecknande har varit att utvecklingen har drivits av ideella krafter, föreningar har varit viktiga sedan C H Franke i slutet på 1880-talet bildade den musikförening som sedermera utvecklades till en hornmusikkår. Efter de sedvanliga formeringarna av kyrkokörer, manskörer och musikkårer under tidigt 1900-tal är det sedan på 1950-talet dansmusikens, jazzens och populärmusikens tur att behärska scenen med namn som Acke Kärrs och Yngve Forssells orkester. De första popbanden spelade på 1960-talet på klubbar som Mods Club och Club Palladium.
Skellefteå kommunala musikskola grundades 1962 och är en av de tio största i landet. Ett 50-tal lärare har tillsammans cirka 2 000 elever. Musikskolan finns i kommunens alla grundskolor samt på Musikens hus på Mullberget. Kommunala musikskolan och musikgymnasiet (som fostrat musiker som Lisa Miskovsky, Sahara Hotnights och Frida Hyvönen) har angetts som en förklaring till stadens vitala musikliv, men enligt Christina Bergmark, sångare och keyboardist i the Wannadies, handlar det snarare om att "tristessen driver en in i replokalen och man får skapa sin egen underhållning". Kommunen har även uppvisat viss kreativitet i olika former av stöd och projekt för lokala musiker, alltsedan Projekt Källarband 1980 ledde till Skellefteå Musikförenings bildande under hårdrockens gyllene era.
Musikfestivaler har varit återkommande sedan Burträsksvängen och Skellefteå musikforums Nordanåfesten etablerades på 1970-talet, och Musikfabriken arrangerar Trästockfestivalen, som sedan 1989 är landets största gratisfestival. Skelleftepopen blev under sent 1990-talets indievåg ett mindre begrepp nationellt med band som The Wannadies och This Perfect Day. En del hävdar att den moderna norrländska popmusiken uppstod i Skellefteå mot slutet på 1980-talet när The Wannadies och This Perfect Day bildades, med efterföljare som The Bear Quartet i Luleå och piteåbördiga Popsicle, som också låg på till skellefteskivbolaget A West Side Fabrication.
De kyrkliga miljöerna och körtraditionerna har också varit betydelsefulla, med Vinterrocken som scen och med över 80 körer. Skellefteå kammarkör grundades 1971. I melodifestivalsammanhang har Skellefteå representerats av bland andra Karin Risberg och Funky Dan Larsson, men kanske främst av låtskrivaren Henrik Wikström.
The Wannadies gav 1998 sitt samlingsalbum namnet Skellefteå. Skellefteås musikskola utsågs till landets bästa musikskola 2001. Skellefteå blev årets Popstad 2002.

## Tidslinje
- Stadstjänaren, fotografen, med mera, C H Franke bildade 1889 en musikförening.[10]
- Skellefteå Manskör bildades 1909.[10]
- Skellefteå Musiksällskap (sedermera Skellefteå orkesterförening) bildades 1926.[10]
- Skellefteå musikkår bildades 1932.[10]
- Jörns musiksällskap grundades cirka 1948.[11]
- Skellefteå kammarmusikförening bildades 1957.[10]
- Skellefteå Damkör 1957–[11]
- Skellefteå musikskola grundades 1962.[12]
- Mods Club och Club Palladium grundades 1965.
- Skellefteå kammarkör grundades 1972.[10]
- Skellefteå jazzklubb 1972–1981.[11]
- Skellefteå kammarorkester grundades 1972. Uppgick 1984 i Muvis.[11]
- Skellefteå Musikforum 1974–1978.
- Burträsksvängen 1976–
- Nordanåfesten grundades 1974, vilken och  senare blev Trästockfestivalen.[12]
- Projekt Källarband 1979–1980.
- Skellefteå Musikförening 1980–.
- Musikföreningen Morgan, 1980–1984.[11]
- Rockznoken 1981.
- Musikföreningens luciashow 1981–.
- Muvis (MUsiklärarnas Vokal- och Instrumentensembler) 1981–1984.[11]
- Föreningen Musikfabriken, senare Kulturföreningen på Mullberget, grundades 1985.[13]
- Skivbolaget A West Side Fabrication grundades 1987.
- Trästockfestivalen startade 1989.
- Musikens hus etablerades på Mullberget 1992.
- Jazzklubben Boston grundades 1993.[11]
- Joakim Wallström, genom a A West Side Fabrication, fick en Grammis 1993.[13]
- Norrans popfest 1995–2002.
- Skellefteås musikskola utsågs till landets bästa musikskola 2001.[8]
- Kulturfrämjandet bildades 1999.
- Skellefteå blev årets Popstad 2002.[9]
- Skellefteå Spelmanslag bildades 2018.

## Populärmusik från Skellefteå

### 1. Dansmusikvågen på 1940- och 1950-talen

#### "Dansbaneeländet"
Det så kallade dansbaneeländet var föremål för ändlösa fördömelser i lokala insändarsidor och från lokala predikstolar på 1930-talet, man talade om att "Satan hade säsong" och "vägvisare i brottets och lastens väg", men dansbanorna var och förblev viktiga som en plats där det strikta umgänget kunde brytas upp över klassgränserna.
- Pelle Edbergs orkester
- Unionorkestern

#### Jazzen
I 1950-talets brytningstid förändrades jazzmusikens funktion på ett nationellt plan, från bruksmusik (dansmusik) till den konstmusik (lyssnarmusik) som den mesta jazzen är idag (även om hiphop och jazz har närmat sig varandra). Jazzen förändrade, i sina nya former, sin roll till ren lyssnarmusik och hamnade därmed också i en helt ny social situation. Dansmusiken och jazzens nationella utveckling från dansmusik till lyssnarmusik ("konstmusik") på 1950-talet manifesterades i Skellefteå genom bland annat de vägar som de två orkestrarna Acke Kärrs och Yngve Forssells tog, där Yngves tidigt anammade det kommersiella medan Acke höll fast vid den renodlade jazzmusiken. Boston i korsningen Kanalgatan/Viktoriagatan och Tuböle på södra sidan älven, var stadens nöjestempel. Boston ägdes av IOGT, var mer städat och kallades för "Torran", medan Tuböle var känt som "Blötan". Jazzklubben Birds Nest anordnade även spisarkvällar i sin källarlokal på Norrböle.
- Acke Kärrs
- Yngve Forssells orkester

### 2. Första popvågen på 1960-talet
Någon lokal motsvarighet till Rock-Olga eller Little Gerhard dök aldrig upp i Skellefteå under 1950-talet. År 1962 grundades den kommunala musikskolan vilket bidrog till en  "boom" av olika aktiviteter men också nya musikgrupper. Under 1960-talet dök det  upp instrumentalgrupper som The Rocket Men från Bastuträsk, the Karolines från Norsjö och the Coronas från Skellefteå, vilka var starkt influerade av The Shadows och The Spotnicks. Och liksom Beatles en gång började som skiffleband, gjorde även Yngves Skifflegroup det. Sångaren Yngve Berg gick så småningom över till the Rocket Men och bildade Human Beings, vilka lämnade instrumentalmusiken till förmån för verk av Rollings Stones och The Animals. Samtidigt bildade några elever från Norrhammarskolan Skellefteås antagligen första popband, We, ett band som "både i fråga om frisyr och strömstryka kan mäta sig med vilka andra popidoler som helst" Gruppen låg också bakom stadens första popklubb, Mods Club, på Gustavsvägen på Norrböle. Den följdes snart av Club Palladium på Storgatan. Den första popbandstävlingen hölls 1965, och senare blev The Sailors tvåa i riksfinalen av "Vi som vill opp", slagna endast av Anni-Frid Lyngstad. Finalen i tävlingen "Västerbottens bästa popband" gick av stapeln 1965 på Nordanås läroverksaula, och när lokala Human Beings kom först på tredje plats opponerade publiken kraftigt. Man buade och kastade föremål upp på scenen, och en jurymedlem blev träffad av en femöring så blodvite uppstod. Human Beings gick sedan ihop med What 65 från Boliden och bildade Wilson Hospital. Band med kvinnliga sångare var inte särskilt vanliga, men The Divers med Majvor Markstedt var ett undantag som lokal popdrottning. Mot slutet av 1960-talet vidareutvecklades We till Teen Section, som 1967 av Västerbottens folkblad utsågs till "det bästa popbandet i Skellefteå". Samma år gick de till riksfinal i radions popbandstävling Oppopoppa, men blev slagna av Janne Lucas på Skansen i Stockholm.
- The Rocket Men (Bastuträsk)
- The Karolines (Norsjö)
- Jolly Jokers (Boliden)
- The Berries (Myckle)
- The Beamers (Hjoggböle)[20]
- The Coronas (Skellefteå)
- We/Teen Section (Skellefteå)
- Yngves Skifflegroup; Yngve Berg (Bastuträsk)
  - Human Beings 1964
    - Wilson Hospital

  - What 65 (Boliden)
- The Divers med Majvor Markstedt (Ursviken), 1965
- Sailors (dansband), 1967

### 3. Proggvågen på 1970-talet

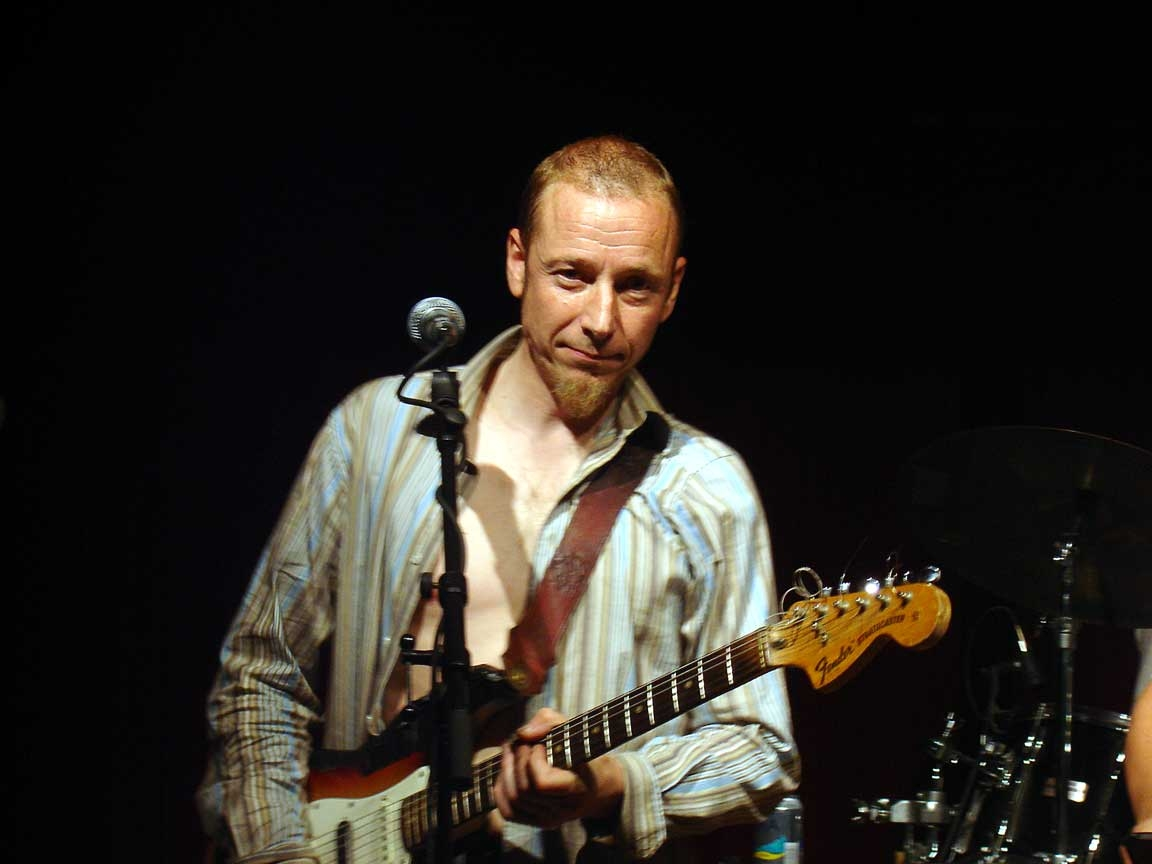
Måns Mossas gitarrist Fredrik Augustin från återföreningen 2005, Skelleftehamn.

Under 1970-talet hade en ny, alternativ svensk musikrörelse börjat gro, den progressiva musikrörelsen. Skellefteå Musikforum grundades 1974 och gick i graven 1978, och han däremellan vara en viktig arrangörs- och musikförening under de år när Musikens makt spreds över landet och "spela själv" var slagordet. Skellefteå Musikforum initierade bland annat Nordanåfesten 1974–1977 och dess efterföljare Folkfestivalen. När proggen i slutet av 1970-talet övergick i punk ute i landet gick man sin egen väg i Skellefteå, utan lika starka kopplingar till insomnade Skellefteå Musikforum, med lika starkt samhällsengagemang; exempel på detta var Kurres kapell. År 1979 ställde Måns Mossa upp i en rocktävling på Skansen i Stockholm, och slutade till slut som tvåa.
- Alfalaval
- Tultret
- Encyklopedia Galactica
- Fem älgar i ett badkar
- Brain
- Provisorium
- Måns Mossa
- Kurres kapell

### 4. Rockvågen på 1980-talet
Våren 1979 konstaterade kulturchefen Harald Larsen det trots stora satsningar på musiken i övrigt saknas satsningar på källarbanden, och att återväxten därför var dålig. Kulturnämnden hade visserligen tagit initiativ till att utveckla kommunala musikskolan och Anderstorpsskolans musikgymnasium var på gång, men replokaler och scener saknades för popmusiken. Samma år drog man därför tillsammans med Rikskonserter igång den första kommunala satsningen på popmusiken i Skellefteå, Projekt Källarband. I oktober 1979 kunde banden flytta in i den gamla Nordanåskolan, där de skulle få öva gratis. Projektet pågick i ett år och kostade kommunen 20 000 kronor.
I januari 1980 bildades musikföreningen Morgan av journalisterna Lars Lindström och Maria Lundström. Morgan riktade, till skillnad mot Skellefteå musikforum som varit både arrangör och musikförening, in sig på att arrangera konserter. Man fick låna Malmias Tre Trappor på måndagar och kallade det Mad Mollys och tog hit band som Eldkvarn, Sky High, Ebba Grön, och Wilmer X, men lät också lokala band som Anna R Kist och Dotterbolaget spela.
Våren 1981 tog fritidsgårdsföreståndaren Inge Lindström initiativ till Rockznoken, ett turnerande musikkollektiv som var en motsvarighet till den rikstäckande Rockormen. Medverkade gjord band som The Pricks, Sven Eivors Med Eivor, Hec Ramsey Band och tioårige Fredrik Enqvist, senare känd som primus motor i skelleftebandet Carpe Wade. Som en följd av Projekt Källarband kom 1982 LP-skivan "Musik i Skellefteå 2" med 12 olika band knutna till Skellefteå musikförening. Musikläraren Torsten Anderson (även trummis i F Band) startade 1984 kulturföreningen Magasinet, som på Magasinsgränd i Centrum etablerade sig som ett intimt musikställe med allt från rock och viskvällar till jazz och författaraftnar. År 1986 ställde Mindre modiga män upp i Radiorocken, och slutade som tvåa.
- Invicta
- Namløz
- Charles Darwin Band
- Fem älgar i ett badkar
- Nils Pop
- Tyst Vision
- Kurres kapell
- Steklof Crap Band
- Anna R Kist

### 5. Hårdrocksvågen på 1980-talet

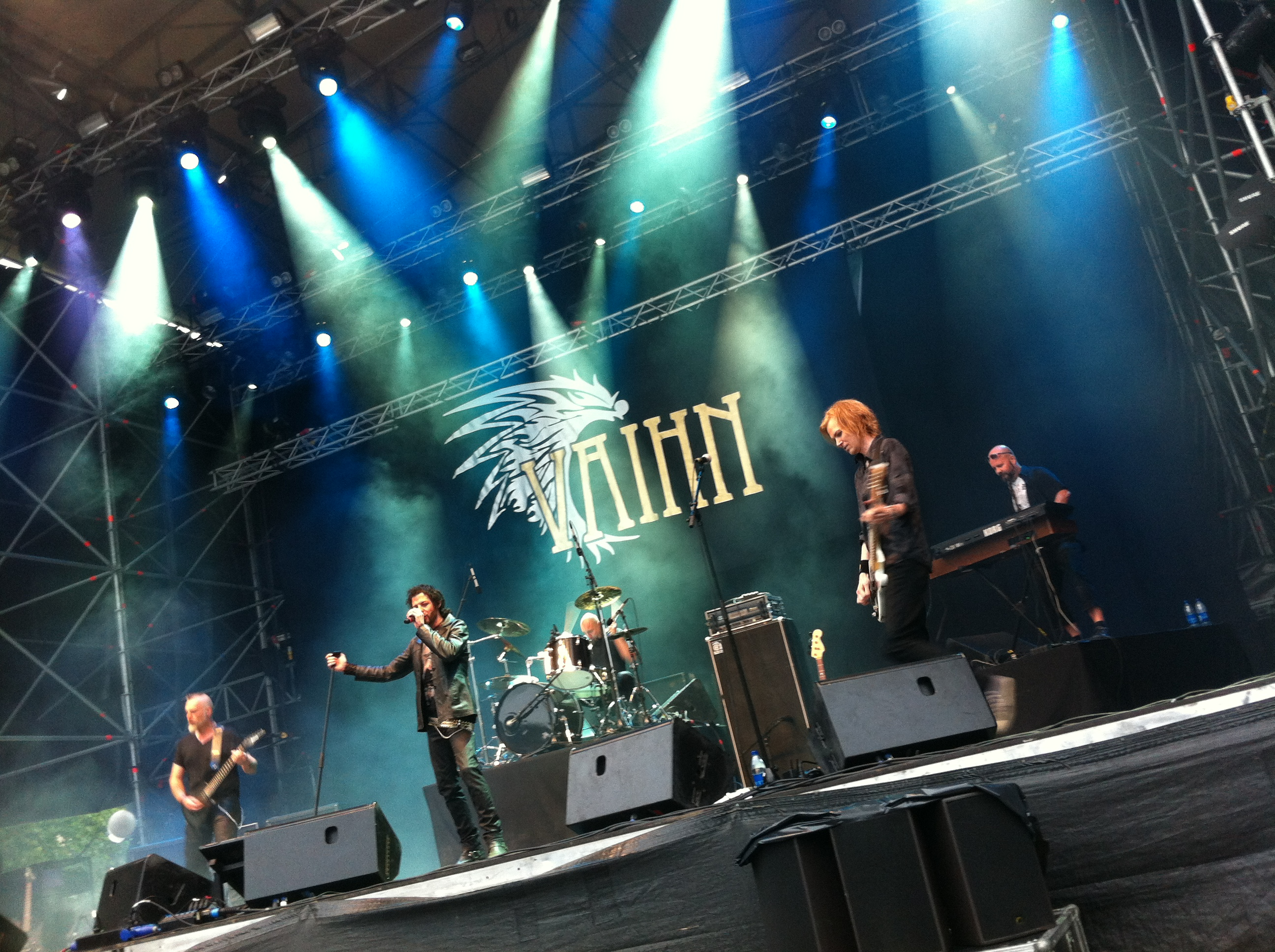
1980-talets Vaihn på sin comeback på Möjligheternas torg i Skellefteå 2013.

När Skellefteå kommuns Projekt Källarband avslutades 1980 blev alla band som var provisoriskt inhysta i de gamla klassrummen på Nordanå på väg att bli hemlösa. I syfte att enade kunna trycka på kommunen bildades Skellefteå Musikförening. Efter att ha drivit opinion och bland annat anordnat en stödgala kunde man överge planerna på att ockupera Nordanå och flytta in i nya, tillfälliga, lokaler i stadens gamla ångbryggeri. Musikföreningen började ordna musikgalor på egen hand, och den 12 december 1981 höll man den första upplagan av Musikföreningens luciashow. Stockholmsbandet Europes seger i Rock-SM 1982 kom att bli vägledande för Skellefteå Musikförenings 1980-tal. Lokaltidningen Norra Västerbotten räknade till 90 band i Skellefteå, varav 60 som spelade hårdrock. År 1987 gick två skellefteband vidare från delfinalen i Rock-SM, Vain (senare Vaihn) och Hexagon. Samma år hade Allied Force 55 spelningar, alltså mer än en i veckan. Mest framgångsrik av stadens hårdrocksmusiker var dock Erika Norberg, som sedan sjuttiotalet spelat i olika band i trakten och efter gymnasiet flyttat till Stockholm för att 1990 toppa Trackslistan med "Together We're Lost".
- Allied Force
- Cornucopia
- Disarmed
- Dream
- Eutrof
- Force Majeure
- Hexagon
- Svarta Änkan
- Vain (svenskt band)/Vaihn

### 6. Andra popvågen på 1980- och 1990-talen

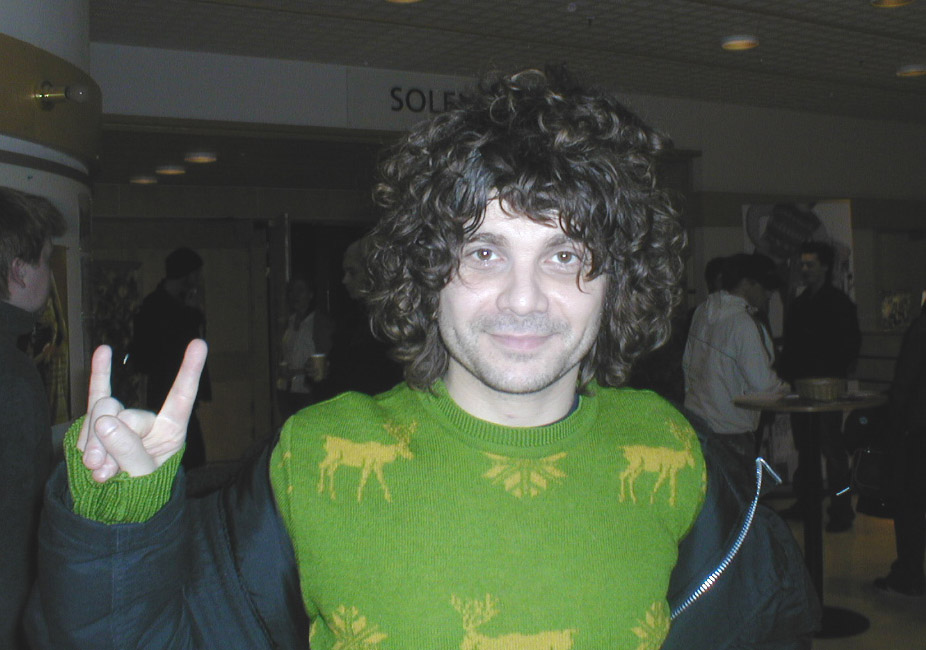
Pär Wiksten från The Wannadies, i Skellefteå 2002.

Under 1990-talet var Skellefteå och kretsarna kring nybildade Musikfabriken dominerande i den indievåg som sköljde över landet. Man talade då om ett speciellt Skellefteåsound, som oftast beskrevs som gitarrpop influerat av bland andra Seattle-bandet The Posies. En del hävdar att den moderna norrländska popmusiken uppstod i Skellefteå mot slutet på 1980-talet när The Wannadies och This Perfect Day bildades, med efterföljare som Bear Quartet i Luleå och piteåbördiga Popsicle. I deras spår följde band som Blithe, Komeda, a Shrine och Popundret. Alla med en referens gemensam, australiska popbandet Go-Betweens och deras "melodiösa och varma" pop som parades med amerikansk collegerock till norrländsk indierock. Enligt producenten Kjell Nästén handlade det dock mest om att Skellefteå som en liten ort som låg "långt ifrån de andra strömningarna i samhället", och musikerna fick därmed "vara ifred och göra sin grej". Det var under de här åren som den legendariska radiogurun John Peel på BBC Radio 1 spelade in ordet "Skellefteå" för att han själv inte kunde uttala det. Viktigare scener var Urkraft och Magasine i centrum och Röda skolan på Brännan. Samt den årliga Trästockfestivalen.
Under 1990-talet spirade också en liten synth-våg med band som Nuclear 45 och schkoum med flera med spelningar på Brunnsteatern, som också tjänstgjorde som synthscen (electrostage) under Trästockfestivalen. Även band inom smalare genrer, och därför större utanför Sveriges gränser, bildades under denna tid, såsom The Spacious Mind (psykedelisk trancerock) och Vintersorg (black metal/folk metal).
- The Wannadies
- This Perfect Day
- A Shrine
- The Drowners
- The All Janet
- Norrans popfest 1995-2002[3]
- Moment, "förening för svartrock, synth och industri" 1997-1998[11]

### 7. Musik från 2000-talet

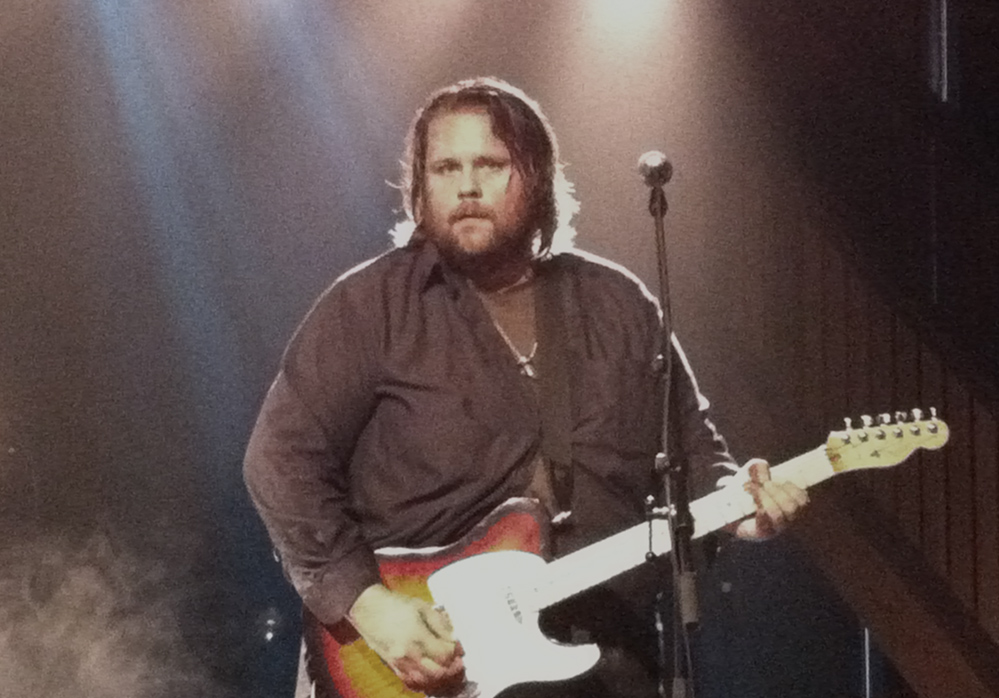
Henry Chapman i Skellefteå 2011.

- Soak the sin
- Darcy
- Élodie
- Breather
- Henry Chapman
- Totalt Jävla Mörker
- Black Bonzo
- Üni Foreman
- Salenko
- Ben Carbine & the 18-Wheelers
- Lastkaj 14
- No Lemon

Arrangörer eller scener under denna tid var bland andra Efyran, Kulturfrämjandet/Pinkerton (klubb) (1999–2006), Nocks (2007–2008), Skellektronika (Mullberget), Mollys bar på Torget och Coasters på Nygatan.

## Folkmusik från Skelleftebygden
Under ett av häxerimålen 1675 vittnade en 14-åring från Bureå om hur han åkt till Blåkulla med den anklagade Elsa i Bäck, och att det där dansades till musik som Halt-Dårdis hustru från Burvik framfört på långspel. Bland tonsättare inom genren hittas exempelvis Lars Hällgren som bland annat komponerat Burträsk brudmarsch.
Allt fler ungdomar intresserade sig för historia under 1970-talet, vilket avspeglades i musiken. Intresset för folkmusiken växte återigen. År 1976 startade musikfesten Burträsksvängen, som blev ett nav för lokal folkmusik och kom att manifestera att folkmusik kom från södra kommundelen. Folkmusikbandet Talmesjonga med slagverkaren Lennart Odeltorp kom senare att utgöra grunden för Burträskar'a med bland annat Ann-Sofie Persson, Robert Tedestedt och Thomas Andersson. Under 1990-talet blev jojken återigen populär, även om den fick nya uttryck då den blandades med pop och jazz.
- Halt-Dårdis hustru
- Talmesjonga
- Burträskar'a
- Ljusvassara
- Wynja
- 0914

## Klassisk musik i Skellefteå
- Skellefteå Musiksällskap, sedermera Skellefteå Orkesterförening, bildades 1926[10] med Torsten Sundelin som initiativtagare
- Skellefteå musikkår bildades 1932[10]
- Skellefteå kammarmusikförening bildades 1957[10]
- Skellefteå musikskola grundades 1962

## Aktörer

### Organisationer
- Skellefteå Musikforum 1974–1978
- Projekt Källarband 1979–1980
- Skellefteå Musikförening 1980–
- Musikfabriken 1985–
- Kulturfrämjandet 1999–2006

### Festivaler
- Nordanåfesten 1974–1977
- Folkfestivalen
- Burträsksvängen 1976–
- Trästockfestivalen 1989–
- Vinterrocken
- Skellefteåfestivalen/Stadsfesten Skellefteå 1994–[25]

### Klubbar/Arrangörer/Scener
- Collegium musicum 1973
- Muvis (MUsiklärarnas Vokal- och Instrumentensembler) 1981
- Mods Club 1965 (Gustavsvägen, Norrböle)
- Club Palladium 65 (Storgatan)
- CeGe (Pansalen)
- Morgan: (Mad) Mollys (Torget)
- Efyran (Pansalen)
- Jazzklubben Boston
- Electrostage (Västerbottensteatern under Trästockfestivalen)
- Urkraft (S Järnvägsgatan/Nygatan)
- Magasinet (Magasingränd)
- Röda skolan (Brännan)
- Mullberget/Musikens hus
- Pinkerton (Magasingränd) 2001–2008
- Nocks (Magasingränd)
- Mollys bar (Torget)
- Skellektronika (Mullberget)
- Coasters (Nygatan)
- Scenen (på Folkets park) 2011–2012
- #enflotte (i älven) 2016–

### Skivbolag
- A West Side Fabrication
- Morphine Lane Records
- Siljum Records
- Periferin AC

### Studios
- Studio KN/Rumble Road
- audio|alliance
- Studio Spiff
- Rancor
- Room Five
- Studio 51

### Viktigare band
- Namløz
- Yngve Forssells orkester
- Måns Mossa
- Fem älgar i ett badkar
- the Wannadies
- This Perfect Day
- Lastkaj 14
- Skumdum
- Mindre modiga män

### Viktigare personer
- Katherine Bergström, musiker
- Stig-Arne Bäckman
- Gunnar Karlsson, musiker
- Gunnar Enqvist, vissångare
- Ann-Kristin Hedmark, sångerska
- Arne Jonasson, musiker
- Harald Larsen, kulturchef
- Lars Lindström och Maria Lundström, arrangörer Musikföreningen Morgan
- Majvor Markstedt, sångerska
- Johan Nilsson, musiker och producent
- Marielle Nyström, sångerska
- Kjell Nästén, producent
- Henrik Oja, musiker och producent
- Tuttan Renholm, sångerska
- Karin Risberg, sångerska
- Jonas Rönnberg, musiker och producent
- Zolo Stärner, ordförande i Orkesterföreningen
- Joakim Wallström, skivbolagsdirektör
- Pär Wiksten, musiker
- Henrik Wikström
- Leif Åkesson, dirigent

### Körer
Skellefteå är geografiskt en stor kommun, det är cirka 10 mil tvärs över, och det finns många körer. En del mer professionella medan andra hör till kategorin "trivselkörer". Körmanifestationen som arrangeras av Västerbottens läns körförbund samlar 850 sångare från drygt 40 körer till konsert i Skellefteå Kraft Arena. Bland körer hittas exempelvis EFS gospelkör Trinity grundad 1999, Skellefteå kammarkör grundad 1971, DaCapo grundade 2007 och Kåge motettkör grundad 1987. Andra körer är:
- Kaararn
- Asante
- En salig blandning
- Gammbyssa
- Guldstruparna (Rönnskär)
- Kustblandning
- Sjungande dalen
- Skellefteå Damkör
- Skellefteå Manskör